# Mistrzostwa Świata w Piłce Nożnej 2010 (baraże interkontynentalne)
W barażach interkontynentalnych do Mistrzostw Świata wzięły udział 4 zespoły z 4 kontynentów (Ameryka Północna, Ameryka Południowa, Azja, Oceania).

## Format
Zespoły zagrały ze sobą systemem mecz i rewanż. Pary zostały przydzielone odgórnie przez FIFA. Są to CONMEBOL – CONCACAF oraz AFC – OFC.
- Ameryka Północna ma w Mistrzostwach Świata 3 miejsca, a Ameryka Południowa – 4. O dodatkowe miejsce powalczą zespoły, które zajęły w eliminacjach odpowiednie miejsca (CONMEBOL – 5. miejsce w grupie; CONCACAF – 4. miejsce w Rundzie Finałowej)

- Azja ma zapewnione 4 miejsca, a Oceania nie ma zapewnionego żadnego miejsca. O awans powalczą ze sobą zespoły z odpowiednich miejsc (AFC – 5. miejsce w Rundzie Finałowej; OFC – zwycięzca Pucharu Narodów Oceanii)

## Drużyny
- Ameryka Południowa (CONMEBOL) –  Urugwaj
- Ameryka Północna (CONCACAF) –  Kostaryka
- Azja (AFC) –  Bahrajn
- Oceania (OFC) –  Nowa Zelandia

| Drużyna 1                            | Wynik dwumeczu | Drużyna 2     | Pierwszy mecz | Drugi mecz |
| ------------------------------------ | -------------- | ------------- | ------------- | ---------- |
| Kostaryka                            | 1:2            | Urugwaj       | 0:1           | 1:1        |
| Bahrajn                              | 0:1            | Nowa Zelandia | 0:0           | 0:1        |
| Po lewej gospodarz pierwszego meczu. |                |               |               |            |

## Mecz barażowy Ameryka Południowa/Ameryka Północna
| 14 listopada 2009 | Kostaryka | 0-10:1 | Urugwaj · Lugano 22' | Ricardo Saprissa, San José Sędzia: Alberto Undiano Mallenco |
|                   |           |        |                      |                                                             |

| 18 listopada 2009 | Urugwaj · Abreu 70' | 1-10-0 | Kostaryka · Centeno 74' | Centenario, Montevideo Sędzia: Massimo Busacca |
|                   |                     |        |                         |                                                |

## Mecz barażowy Azja/Oceania
Najlepsza drużyna Pucharu Narodów Oceanii (Nowa Zelandia) zagrała w rundzie finałowej – mecz i rewanż przeciwko piątej drużynie Azji. Piąta drużyna Azji została wyłoniona w tym meczu. Spotkania odbyły się 10 października oraz 14 listopada 2009.
| 10 października 2009 | Bahrajn | 0-0(0-0) | Nowa Zelandia | Stadion Narodowy, Ar-Rifa Widzów: 37,000 Sędzia: Viktor Kassai |
|                      |         |          |               |                                                                |

| 14 listopada 2009 | Nowa Zelandia · Fallon 45' | 1-0(1-0) | Bahrajn | Westpac Stadium, Welington Sędzia: Jorge Larrionda |
|                   |                            |          |         |                                                    |